# Liste der Monuments historiques in Mont-Saint-Martin (Ardennes)
Die Liste der Monuments historiques in Mont-Saint-Martin führt die Monuments historiques in der französischen Gemeinde Mont-Saint-Martin auf.

## Liste der Immobilien
| Bezeichnung      | Beschreibung            | Standort            | Kennzeichnung | Schutzstatus | Datum | Bild           |
| ---------------- | ----------------------- | ------------------- | ------------- | ------------ | ----- | -------------- |
| Kirche St-Martin | aus dem 13. Jahrhundert | Rue Maubière (Lage) | PA00078470    | Inscrit      | 1926  | weitere Bilder |